# Euphausia superba
Il krill (Euphausia superba Dana, 1850), noto comunemente come krill antartico, è un crostaceo della famiglia Euphausiidae, diffuso in Antartide.
È una specie chiave dell'ecosistema antartico e, in termini di biomassa, probabilmente la specie animale più abbondante sul pianeta (approssimativamente 500 milioni di t).
Vive in branchi che possono arrivare a un numero di 10000–30000 individui per m³.

## Biologia
Il krill antartico si nutre essenzialmente di fitoplancton, ma la sua dieta si compone anche di zooplancton che viene filtrato grazie ad apposite appendici toraciche. Il krill è un animale gregario che forma banchi numerosissimi che possono raggiungere un'estensione di oltre 100 chilometri cubi, fino a raggiungere un peso totale di oltre 2 milioni di tonnellate. L'area più grande a noi nota coperta da un banco di krill antartico è di 450 km². Il krill antartico si sposta in questi grandi banchi, trascinato dalle correnti, per trovare protezione dai predatori e ottimizzare la ricerca di cibo. In più questi animali planctonici compiono migrazioni giornaliere alla ricerca di cibo: il krill antartico infatti di giorno scende anche oltre i 900 m di profondità per nutrirsi e per evitare i predatori, per poi risalire di notte.

### Riproduzione
Il krill antartico si riproduce tra la primavera e l'estate australi, quindi tra gennaio e febbraio. Le femmine depongono migliaia di uova dalle quali, una volta schiuse, avrà origine il primo stadio larvale detto nauplio. Attraverso varie mute il nauplio passa allo stadio di metanauplio, di calytopsis, e di altri tre stadi a cui segue quello di furcilia la cui lunghezza raggiunge i 7 mm. Il krill raggiunge la maturità sessuale a due anni, quando misura 3-5 cm circa.

## Distribuzione
Il krill antartico è distribuito in tutto l'oceano antartico a partire dai 50° di latitudine sud, con particolare frequenza nella zona della divergenza antartica: zona media compresa tra la Corrente Circumpolare Antartica, che delimita l'oceano antartico a nord, e la Corrente Polare, che scorre lungo le coste antartiche con verso opposto alla Corrente Circumpolare Antartica. Infatti in questa zona ci sono fenomeni di risalita che portano vicino alla superficie le acque profonde ricche di nutrienti.